# ماتي بالدوين
ماتي بالدوين (بالإنجليزية: Matty Baldwin)‏ مواليد 15 فبراير 1885 في بوسطن، ماساتشوستس، الولايات المتحدة - الوفاة 15 أكتوبر 1918، كان ملاكم محترف أمريكي صنّف ضمن فئة الوزن الخفيف.

## إحصائيات
خاض خلال مسيرته 208 نزالا، فاز في 101 وتعادل في 59 وخسر في 39. فاز بالضربة القاضية في 27 نزالا.

## روابط خارجية
- ماتي بالدوين على موقع بوكس ريك (الإنجليزية) (registration required)